# Manlio Fabio Altamirano (kommun)
Manlio Fabio Altamirano är en kommun i Mexiko.   Den ligger i delstaten Veracruz, i den sydöstra delen av landet, 290 km öster om huvudstaden Mexico City.
Följande samhällen finns i Manlio Fabio Altamirano:
- Manlio Fabio Altamirano
- Francisco J. Moreno
- Úrsulo Galván
- Portezuelo
- Alta Luz
- Benito Juárez
- Loma de Santa María
- La Florida
- San Juan de Estancia
- Loma del Faro
- La Firmeza
- La Esperanza
- La Cantera
- Plataforma
- Paso Solís
- Felipe Carrillo Puerto
- Paso Higuera
- Paso Moral
- Gustavo Suárez
- Colonia el Espinal de Ceballos
- Rasga Bandera
- Loma de Piedra
- El Piojo
- Piedra Parada
- Izotillo
- La Polvareda